# Московское шоссе (Рязань)

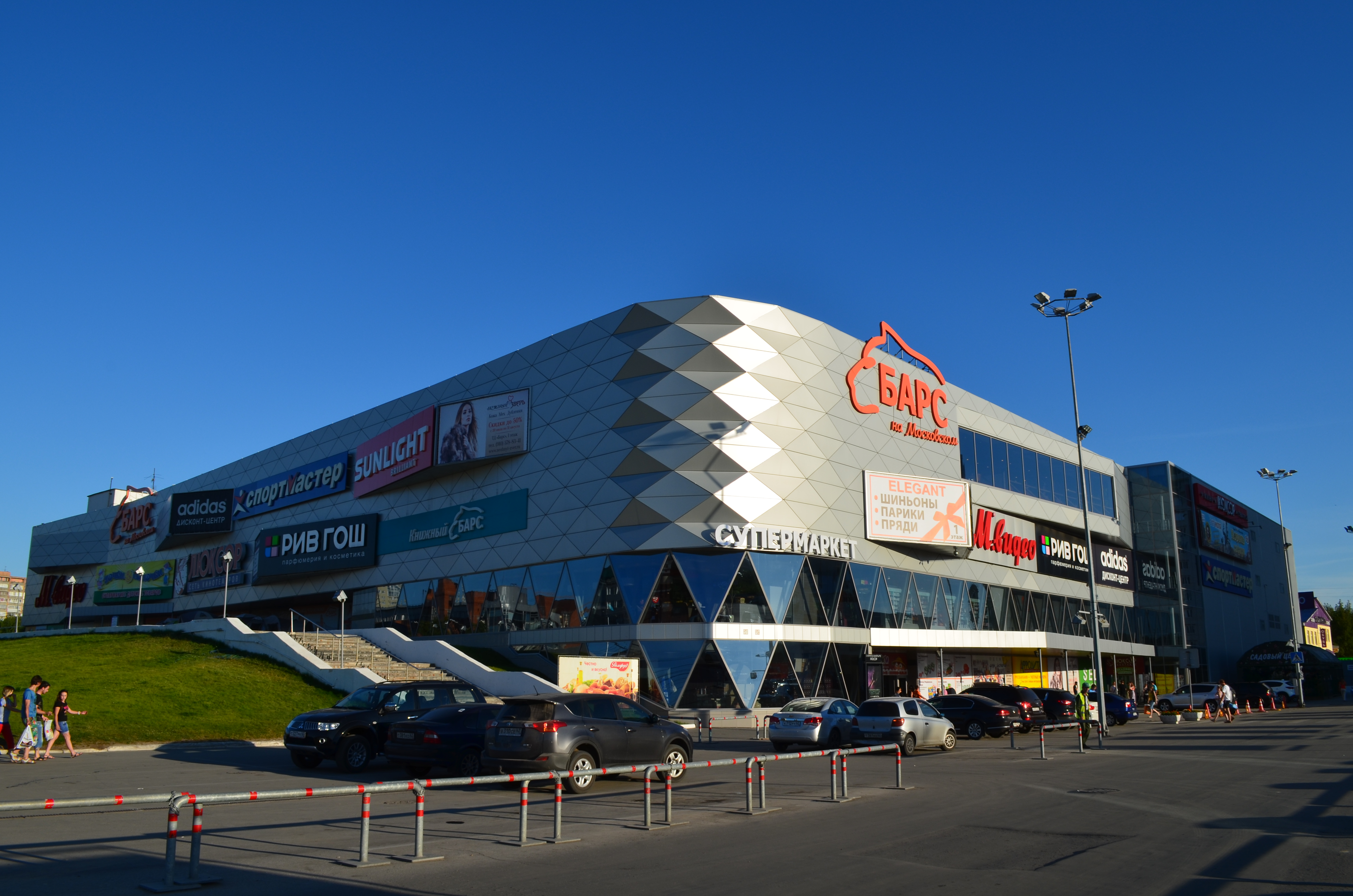
Торговый дом «Барс»

Моско́вское шоссе́ — одна из основных улиц Рязани. Расположена в Московском и Железнодорожном округах города. Начинается от линии железной дороги Москва — Ряжск (путепровод дороги является границей между Московским шоссе и Первомайским проспектом), заканчивается рядом с Дягилевским постом ГИБДД. Часть улицы — от поста ГИБДД до Южной окружной дороги является частью федеральной трассы М5.

## История
В 1385 году, в часовне Троицкого монастыря (напротив нынешнего ТД "Барс") состоялась примирительная беседа Олега Рязанского с московским послом Сергием Радонежским. В итоге был также заключён мир между Москвой и Рязанью, а также сын Олега женился на дочери Дмитрия и в качестве приданного Рязань получила от Москвы Тулу. В XIX веке, при реконструкции города согласно Первому генеральному плану 1780 года от Хлебной площади (современной Ленина) через территорию Троицкой слободы (Первомайский проспект) была построена дорога в Москву. Она сменила древний Коломенский тракт, который начинался от Глебовской башни Переяславля и проходил мимо села Конищева. Первоначально Московским шоссе называлась городская застройка Троицкой слободы, которая ныне относится к Первомайскому проспекту — от зоны отчуждения Московско-Казанской железной дороги до зоны отчуждения Московско-Уральской железной дороги. Параллельно последней было продолжено Михайловское шоссе (дорога на Тулу), за которым располагались постройки и земли Троицкого монастыря. Здесь в начале XX века проходила городская черта.
Дальнейшее расширение Рязани на юго-запад произошло в 1958 году, когда согласно указу Президиума Верховного Совета РСФСР от 20 февраля 1958 года «О расширении городской черты г. Рязани Рязанской области» в городскую черту были включены ряд населённых пунктов Рязанского района Рязанской области, в том числе находящиеся вдоль трассы Москва — Рязань село Мервино, поселок Мервинской МТС, село Дягилево.
С конца 1960-х годов начинается застройка панельными домами участка от вновь созданной Юбилейной улицы до Западной улицы — территории, которая получила название Московского микрорайона (кратко — «Московский»), который стал одним из наиболее значимых «спальных районов» Рязани.

## Достопримечательности

### Исторические
Так как застройка Московского шоссе достаточно новая, то исторических памятников немного. К ним относятся:
- усадьба Михаила фон Дервиза в Дягилево (XIX век)
- ансамбль Троицкого монастыря

### Бульвар Победы
Так именуется зелёная благоустроенная зона, отделяющая улицу от жилых зданий. Создана к 60-летию победы по инициативе губернатора Георгия Шпака. Здесь расположены два монумента — стела с конным памятником Георгия Победоносца и хачкар в память о боевом братстве русского и армянского народов.
Памятник Георгию Победоносцу
6 мая 2005 года в день Святого Георгия и в преддверии 60-летия Победы в Рязани на Московском шоссе был открыт памятник Георгию Победоносцу. Высота стелы составляет 22 м. На вершине стелы установлена конная скульптура Георгия Победоносца. С четырёх сторон основание стелы украшают барельефы, отображающие героическую жизнь рязанцев от Евпатия Коловрата до наших дней. На первом изображены герои Великой Отечественной войны, на втором — праздничный исторический картуш; на третьем — труженики тыла; на четвёртом — героический подвиг Евпатия Коловрата. Скульптор — лауреат Государственной премии СССР и Государственной премии РСФСР имени И. Е. Репина, народный художник Российской Федерации В. М. Клыков.

### Опора ЛЭП
Рязань — столица ВДВ
28 декабря 2020 года на Московском шоссе в Рязани между домами № 14А и № 16 была торжественно введена в работу новая стилизованная опора ЛЭП 110 кВ, сделанная в виде символа ВДВ — купола парашюта и двух самолётов около него. Её установило ПАО «Россети» в качестве подарка городу.
Открывшаяся в Рязани опора ЛЭП является первой в мире, выполненной в виде эмблемы ВДВ, а также самой большой эмблемой ВДВ из всех существующих: высота объекта — 32 м, ширина — 35 м, масса — 90 т. Запись об этом внесена в Книгу «Рекорды России».

## Транспорт

### Железнодорожный транспорт
Практически на всё своём протяжении Московское шоссе идёт параллельно участку Москва-Рязань Московской железной дороги. В непосредственной близости от улицы расположены станции Дягилево и Лагерный, а также вокзал Рязань 2.

### Общественный транспорт
Московское шоссе является одной из важнейших магистралей города, так как является одной из трёх дорог, соединяющих Московский округ с другими районами города. По Московскому шоссе проходят следующие маршруты:
| Маршруты общественного транспорта на Московском шоссе (январь 2023 г.) | Маршруты общественного транспорта на Московском шоссе (январь 2023 г.) | Маршруты общественного транспорта на Московском шоссе (январь 2023 г.) | Маршруты общественного транспорта на Московском шоссе (январь 2023 г.) | |
| Остановка Общественного Транспорта                                     | Троллейбусы                                                            | Автобусы                                                               | Маршрутки                                                              | Примечание                                                                                          |
| ---------------------------------------------------------------------- | ---------------------------------------------------------------------- | ---------------------------------------------------------------------- | ---------------------------------------------------------------------- | --------------------------------------------------------------------------------------------------- |
| ТД Барс                                                                | 1, 9, 10, 16                                                           | 7, 15, 24, 27                                                          | 30, 41, 42, 47, 50, 53, 58, 66, 68, 71, 73, 75, 88                     | |
| ТРЦ Премьер                                                            | 1, 9, 10, 16                                                           | 7, 15, 24, 27                                                          | 30, 41, 47, 50, 53, 58, 66, 68, 71, 73, 75, 88                         | |
| Автовокзал Центральный                                                 | 1, 9, 10, 16                                                           | 24, 27                                                                 | 30, 41, 42, 50, 53, 58, 66, 68, 71, 73, 75, 88                         | 42 маршрутка останавливается только на остановке в сторону Дягилева                                 |
| Университет МВД России                                                 | 1, 9, 10, 16                                                           | 24, 27                                                                 | 30, 41, 42, 50, 53, 58, 66, 71, 73, 75, 88                             | 42 маршрутка останавливается только на остановке в сторону Дягилева                                 |
| Рязанская Таможня                                                      | 1, 9, 10, 16                                                           | 24, 27                                                                 | 30, 41, 42, 50, 53, 58, 66, 71, 73, 75, 88                             | 42 маршрутка останавливается только на остановке в сторону Дягилева                                 |
| Коломенская улица                                                      | 1, 4                                                                   | —                                                                      | 41                                                                     | Троллейбус № 4 осуществляет остановку только по стороне автомагазинов                               |
| Юбилейная улица                                                        | 1                                                                      | —                                                                      | 41, 47                                                                 | |
| ТРЦ Марко Молл                                                         | 1                                                                      | —                                                                      | 41, 47                                                                 | Остановка только в сторону центра                                                                   |
| Станция Дягилево                                                       | 1                                                                      | —                                                                      | 41                                                                     | Остановка только в сторону центра. В обратную сторону остановка называется "Храм Царских мучеников" |
| По требованию                                                          | 1                                                                      | —                                                                      | 41                                                                     | |
| Заводская                                                              | 1                                                                      | —                                                                      | 41                                                                     | |
| Элеватор                                                               | 1                                                                      | —                                                                      | 41                                                                     | |
| Рязанские сады                                                         | 1                                                                      | —                                                                      | 41                                                                     | |
| По требованию                                                          | 1                                                                      | —                                                                      | 41                                                                     | |

## Торговые центры

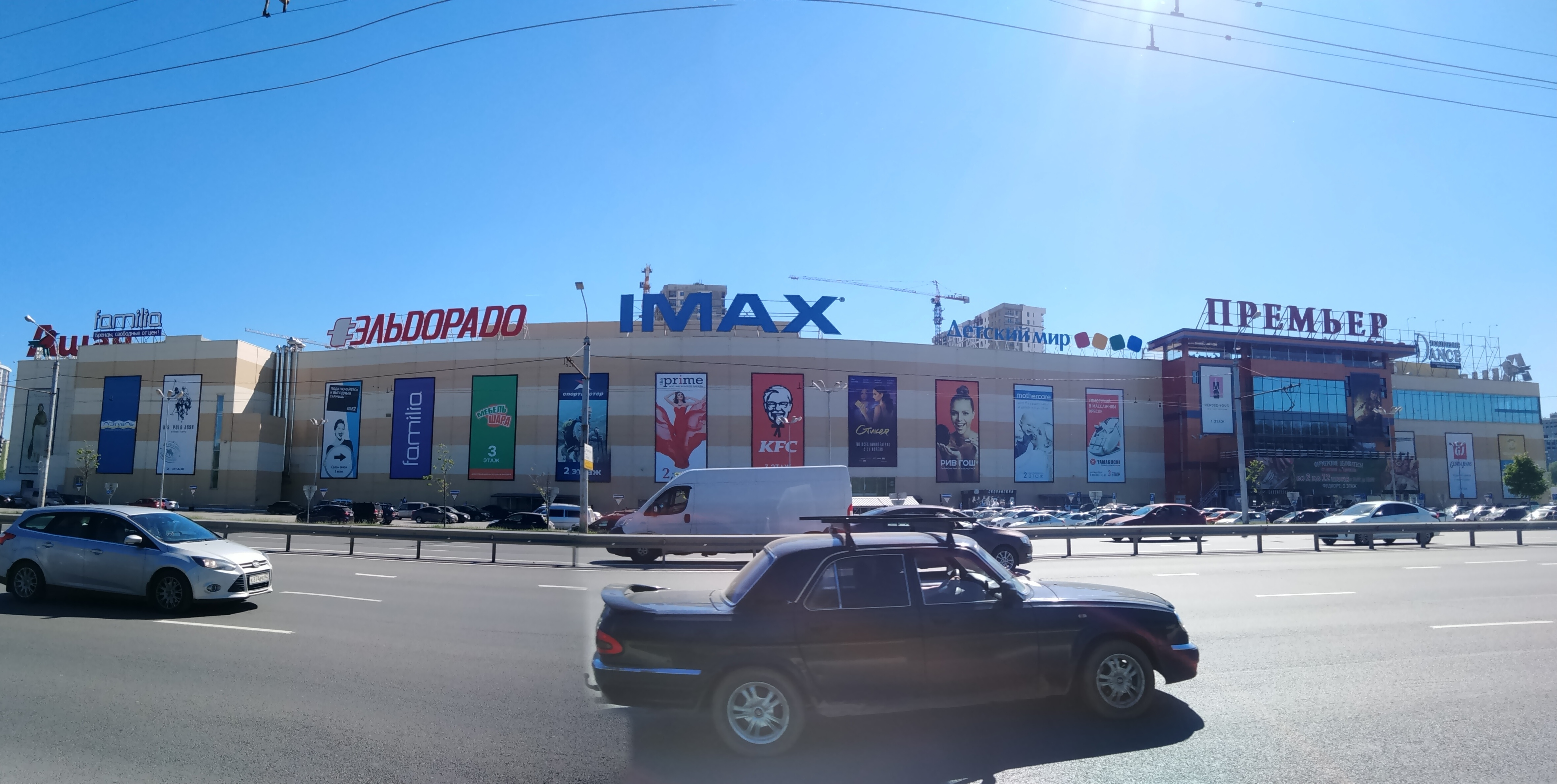
Торгово-развлекательный комплекс «Премьер»

- Чётная сторона: торговый центр «Рязанский» (бывший «Полсинаут»)
- Нечётная сторона:
  - торговый дом «Барс»
  - торговый дом «Premium»
  - торгово-развлекательный комплекс «Премьер» (в состав которого входит гипермаркет «Ашан»)
  - центр оптовой торговли «Метро Кэш энд Керри».
  - торгово-развлекательный комплекс «Mарко Молл».[10][11]